# Juan Rodríguez Soriano
Juan Rodríguez Soriano nació en Barcelona el 5 de marzo de 1933 y falleció en Neguri (Guecho, Vizcaya) el 13 de octubre de 2010. Algunos textos citan que nació en Zaragoza y que sus padres se instalaron en Barcelona poco después. Estudió Medicina en Barcelona, donde se licenció en 1956.
Se considera el fundador de la Nefrología pediátrica en España.

## Trayectoria profesional
Estancias en:
- París, en el Hôpital des Enfants Malades en el Servicio del Profesor Pierre Royer.
- Nueva York, en el Albert Einstein con el Profesor Edelmann.

A finales de los años sesenta, regresó a Barcelona y fue Jefe Clínico en el Hospital Infantil Valle de Hebrón durante 3 años. En 1970 se hizo cargo del Departamento de Pediatría en el Hospital de Cruces, en Bilbao donde trabajó como catedrático de Pediatría de la Universidad del País Vasco hasta su jubilación en el año 2003.
Participó en la fundación y organización o fue miembro destacado de:
- European Society for Pediatric Nephrology (ESPN) en 1967.
- International Society of Pediatric Nephrology (IPNA) en 1968.
- Asociación Latino-Americana de Nefrología Pediátrica (ALANEP).
- Sociedad Española de Nefrología Pediátrica en 1973.
- European Society for Pediatric Research.
- International Pediatric Association.
- International Society of Nephrology.
- The American Federation for Clinical Research.
- Grupo Latino de Pediatría.
- Asociación Española de Pediatría (AEP).
- Sociedad Española de Nefrología (SEN).

Junto a 18 pediatras españoles más, fundó en 1973 la Sección de Nefrología Pediátrica de la Asociación Española de Pediatría, más tarde Asociación Española de Nefrología Pediátrica, de la que fue presidente desde 1976 a 1981.
Director de la revista Anales Españoles de Pediatría de la Asociación Española de Pediatría entre 1995 y 2000.

## Publicaciones
Publicó más de 300 artículos y capítulos de libros en español e inglés.

## Condecoraciones
Fue condecorado por el Gobierno de España con la máxima condecoración en sanidad, la Gran Cruz de la Orden Civil de Sanidad. También recibió en Valencia, Venezuela, la medalla “Alejo Zuloaga”, considerada la mayor distinción de la Universidad de Carabobo y la medalla de honor de la Sociedad Española de Diálisis y Trasplante en 2008.